# Sosnóvaya Roshcha
Sosnóvaya Roshcha (del ruso: Сосно́вая Ро́ща) es un posiólok del raión de Abinsk del krai de Krasnodar en el sur de Rusia. Está situado en el borde septentrional del Cáucaso Occidental, 22 km al sudeste de Abinsk y 64 km al suroeste de Krasnodar, la capital del krai. Tenía 16 habitantes en 2010
Pertenece al municipio Jolmskoye.